# Österkläppen (Lemland, Åland)
Österkläppen är ett skär i Åland (Finland). Det ligger i Ålands hav och i kommunen Lemland i landskapet Åland, i den sydvästra delen av landet. Ön ligger omkring 29 kilometer söder om Mariehamn och omkring 280 kilometer väster om Helsingfors. Österkläppen ligger 6 meter över havet. Den ligger på ön Lågskär.
Öns area är 2,2 hektar och dess största längd är 280 meter i öst-västlig riktning. Trakten är glest befolkad. Det finns inga samhällen i närheten.